# Odontodynerus villiersi
Odontodynerus villiersi är en stekelart som beskrevs av Giordani Soika. Odontodynerus villiersi ingår i släktet Odontodynerus och familjen Eumenidae. Inga underarter finns listade i Catalogue of Life.